# Tony Brown (Fußballspieler, 1945)
Anthony „Tony“ Brown (* 3. Oktober 1945 in Oldham) ist ein ehemaliger englischer Fußballspieler. Von 1963 bis 1980 spielte er als Profi für West Bromwich Albion (WBA) in der 1. und 2. englischen Liga. Mit 218 Treffern in 574 Ligaspielen ist Brown der erfolgreichste Torschütze des 1878 gegründeten Fußballklubs aus den Midlands.

## Laufbahn

### Verein
Aus der eigenen Jugend kommend, kam der knapp 18-jährige Brown 1963 in das Profiteam von West Bromwich Albion in die First Division. Er spielte fortan ununterbrochen 17 Jahre für WBE, 14 Spielzeiten in der 1. Liga und von 1973 bis 1976 in der 2. Liga. In dieser Zeit gestaltete Brown die vielleicht erfolgreichste Zeit in der Vereinsgeschichte der Baggies maßgeblich mit. Herausragende Spiele dieser Jahre waren die Siege im League Cup 1965/66 und im FA Cup 1967/68. Zudem erreichten sie auch 1967 und 1970 die Finalspiele des League Cups, in denen sie Queens Park Rangers und Manchester City unterlagen. In der Liga kam WBE jedoch nie über Plätze im (vorderen) Mittelfeld hinaus und stieg in der Saison 1972/73 als Schlusslicht in die Second Division ab. Drei Jahre später gelang die Rückkehr in die 1. Liga, in der Brown nun noch vier weitere Jahre für WBE spielte und in der Saison 1978/79 mit Platz drei seinen größten Erfolg in der First Division erzielte. Anschließend wechselte er 1980 für zwei Saisons in die amerikanische Profiliga NASL und schloss daraufhin seine Laufbahn in unteren englischen Ligen ab. In 720 Pflichtspielen schoss Brown 279 Tore für die Baggies und ist damit weiterhin vereinsinterner Rekordtorschütze. Zudem ist er der einzige Spieler, dem für WBE im Europapokal ein Hattrick gelang. Bis heute gilt Tony The Bomber Brown als herausragende Klublegende und genießt in Region und Verein besonderes Ansehen.

### Nationalmannschaft
Brown kam zu einem Einsatz in der englischen Fußballnationalmannschaft. Am 19. Mai 1971 gehörte er zur Startelf im British Home Championship gegen Wales. In der 72. Minute wurde er gegen Allan Clarke ausgewechselt. Die Partie endete mit 0:0, der Wettbewerb mit dem 46. Titel für England in diesem ältesten internationalen Fußballturnier.

## Ehrungen

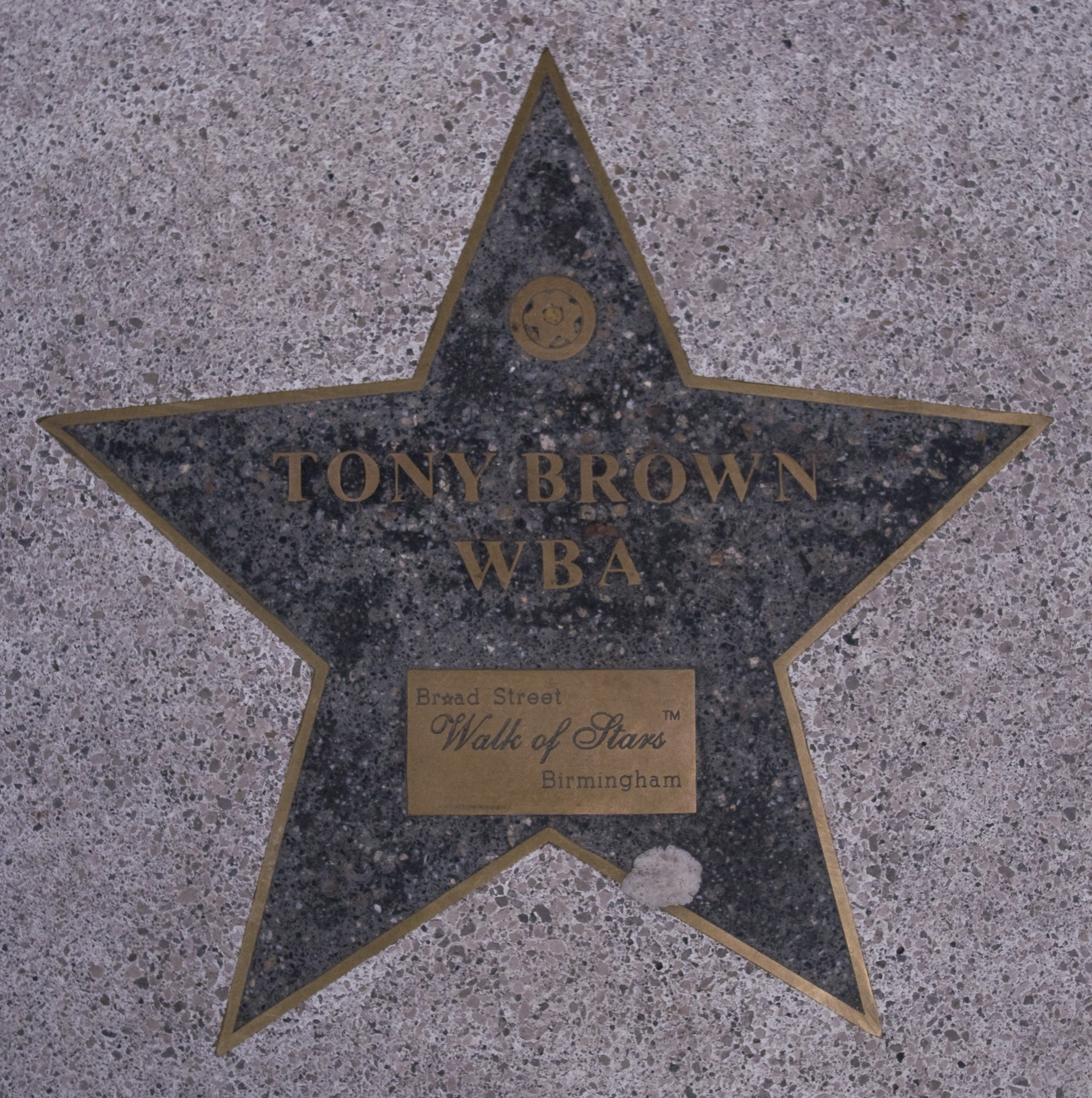
Birmingham Walk of Stars

2009 erhielt er stellvertretend für den Verein West Bromwich Albion einen Stern auf dem Birmingham Walk of Stars, einem innerstädtischen Straßenbereich in Birmingham zur Ehrung von um den Großraum Birmingham verdiente Persönlichkeiten. Im November 2014 wurde er im Außenbereich des Stadions The Hawthorns mit einer Statue geehrt.

## Erfolge
- Torschützenkönig der Football League First Division 1970/71 mit 28 Treffern[3]

Mit West Bromwich Albion:
- FA-Cup-Sieger 1968
- League-Cup-Sieger 1966
- Wiederaufstieg in die First Division 1976